# Hakea mitchellii
Hakea mitchellii (лат.) — кустарник, вид рода Хакея (Hakea) семейства Протейные (Proteaceae), произрастает в Южной Австралии и Виктории. Цветёт с октября по январь.

## Ботаническое описание
Hakea mitchellii — густой округлый кустарник от среднего до крупного размера от 1 до 4 м как в высоту, так и в ширину. Листья варьируются от округлых в сечении, линейных до яйцевидных, имеют длину 3,5–10 см и ширину 1–10 см. Обильные эффектные белые или кремовые цветы появляются в кистях в пазухах листьев с октября по январь. Плоды эллипсоидальной или яйцевидной формы длиной 1–2 см и шириной 0,5–1,5 см, сужающиеся к небольшому клюву.

## Таксономия
Вид Hakea mitchellii был описан швейцарским ботаником Карлом Мейсснером в 1856 году в Prodromus Systematis Naturalis Regni Vegetabilis. Типовой образец был собран около Пирамид-Хилл во время экспедиции Томаса Ливингстона Митчелла в 1836 году. Хакея была названа в честь Митчелла как коллекционера этого вида.

## Распространение и местообитание
H. mitchellii встречается растущим в сухих эвкалиптовых лесах на известняковой песчаной почве. В основном — это южноавстралийский вид, встречающийся на полуостровах Эйр, Йорк и Флёрьё, на острове Кенгуру и к югу от реки Муррей до Наракорта, простирающийся до западной Виктории.